# Puentemys
Puentemys is een geslacht van uitgestorven pleurodire schildpadden (Testudines) dat leefde in het Paleoceen in wat nu Colombia is. De soort Puentemys mushaisaensis is als enige soort in het geslacht benoemd. 
Met een lengte tot twee meter was het het grootste bekende lid van de Bothremydidae, een familie van uitgestorven halswenders (Pleurodira). De dieren, uitgerust met een rond, plat pantser, leefden in zoet en brak water in kustmoerassen die begroeid waren met tropisch regenwoud. De fossiele overblijfselen van Puentemys werden gevonden in de El Cerrejón kolenmijn en dateren uit het Selandien en Thanetien. Een groep paleontologen onder leiding van Edwin A. Cadena beschreef het in 2012 als een nieuw geslacht en een nieuwe soort. 
De naaste verwanten van het geslacht onder de bekende Bothremydidae zijn de geslachten Foxemys en Polysternon uit het Krijt, wat suggereert dat deze familie Zuid-Amerika bereikte over de Atlantische Oceaan.

## Naamgeving
Het geslacht Puentemys en zijn enige soort werden in 2012 benoemd en beschreven door de paleontologen Edwin A. Cadena, Jonathan I. Bloch en Carlos A. Jaramillo in het Journal of Palaeontology. De auteurs kozen de geslachtsnaam op basis van de vindplaats, de La Puente-put. De soortaanduiding mushaisaensis verwijst naar de Colombiaanse stad Mushaisa, waar de kolenmijn van Cerrejón zich bevindt.

## Vindplaats en fossiel materiaal
Het holotype van het geslacht, een schild met hyoplastron (inventarisnummer UF/IGM 50), werd gevonden in de La Puente-put van de Colombiaanse El Cerrejón-mijn. Verschillende andere rug- en buikpantsers, pantserfragmenten en het achterste stuk van een schedel komen uit dezelfde put. De lagen waarin de fossielen zijn gevonden, liggen tussen tien en driehonderdtien meter boven zeeniveau en zijn gedateerd tussen 58 en 60 miljoen jaar oud, wat overeenkomt met de Paleoceen-niveaus van het Selandien en Thanetien.

## Kenmerken
De maximale totale lengte van de dieren wordt geschat op ongeveer twee meter.
De schedel van Puentemys is slechts in fragmentarische vorm bewaard gebleven. De overgebleven stukken behoren tot het achterste deel van de onderkaak en laten - afgezien van hun afmetingen en systematische implicaties - geen conclusies toe over de vorm van de schedel. Kenmerkend voor Puentemys is een plat pantser met een bijna ronde basis (maximaal 141 bij 135 centimeter), die het geslacht identificeert als een vertegenwoordiger van de Bothremydidae, samen met zijn relatief dunne binnenste cortex (botschors) en een lang contact tussen het exoccipitale en het quadratum. Het rugpantser was niet ingesprongen bij de nek en had ongeveer dezelfde grootte en vorm als het buikpantser. Het werd gekenmerkt door een rand van zeven wervelplaten geflankeerd door acht paar langwerpige pleurale platen. Het uiteinde van het pantser vormde elf paren randplaten, een pygale en een suprapygale. Het buikpantser (plastron) had een bijna vierkant entoplastron, dat wordt geflankeerd door twee driehoekige humeralia. De platen van de pectoralia zijn korter dan de humeralia, abdominalia en femoralia in het midden van de plastron, wat bij geen enkele andere bothremydide het geval was.

## Paleo-ecologie
Het leefgebied van Puentemys bestond uit een uitgestrekt riviersysteem nabij de kust met tropische regenwoudvegetatie. De gemiddelde jaartemperatuur van het Paleoceen Cerrejón werd geschat op dertig tot vierendertig graden Celsius, wat resulteerde in een relatief grote herpetofauna, reptielengemeenschap. Naast Puentemys waren reptielen vertegenwoordigd door Carbonemys, Titanoboa en Cerrejonisuchus veel groter dan hun nu levende verwanten.

## Fylogenie
Puentemys vertoont duidelijke overeenkomsten in de constructie van zijn pantser met twee bothremydiden uit het Krijt van Frankrijk: Foxemys en Polysternon. Analyses van skeletmorfologie plaatsten Puentemys  binnen de Bothremydidae als zustertaxon van Foxemys. Samen met Polysternon vormen ze de klade Foxemydina. Aangezien de naaste verwanten van het geslacht aan de andere kant van de Atlantische Oceaan leefden, gaan Cadena en collega's ervan uit dat leden van deze groep lange afstanden langs kusten en door oceaanstromingen konden afleggen en zo de oceaan konden oversteken.